# قرار مجلس الأمن التابع للأمم المتحدة رقم 262
قرار مجلس الأمن التابع للأمم المتحدة رقم 262 اعتمد بالاجماع في 31 ديسمبر 1968. وبعد الاستماع إلى بيانات من إسرائيل و‌لبنان، أدان المجلس إسرائيل لعملها العسكري المتعمد انتهاكًا لالتزامها بموجب الميثاق وقرارات وقف إطلاق النار. وأصدر تحذيرًا رسميًا إلى إسرائيل بأنه إذا تكرر وقوع حادثة، سيتعين على المجلس أن ينظر في اتخاذ مزيد من الخطوات لانفاذ قراراته ويعتبر أن لبنان قد عانى وأن المسؤولية تقع على عاتق إسرائيل.